# تنباکوییان
تنباکوییان (نام علمی: Nicotiana) نام یک سرده از تیره بادنجانیان است.